# Wojciech Bychowiec
Wojciech Bychowiec Mogiła – podwojewodzi trocki w 1625 roku, wojski trocki w latach 1625–1633.
Jako poseł na sejm elekcyjny 1632 roku był elektorem Władysława IV Wazy z województwa trockiego.